# Browns Valley, Minnesota
Browns Valley là một thành phố thuộc quận Traverse, tiểu bang Minnesota, Hoa Kỳ. Năm 2010, dân số của thành phố này là 589 người.

## Dân số
- Dân số năm 2000: 690 người.
- Dân số năm 2010: 589 người.